# 羽田圭介
羽田 圭介（はだ けいすけ、1985年〈昭和60年〉10月19日 - ）は、日本の小説家。東京都生まれ。明治大学商学部卒業。

## 経歴
幼少時に交通事故に遭い自動車に轢かれたが、奇跡的に命が助かったという経験を持つ。高校時代は毎日放課後に40km、自転車で走りトレーニングをしていた。自転車で北海道まで走破したこともある。将来の夢として自転車の実業団選手を目指しており、ツール・ド・フランスに出場する事を真剣に考えていた。
明治大学付属明治高等学校在学中の2003年、高校生と中学生の兄弟が憎み合い、「家庭内ストーキング」を繰り返すさまを独特の表現で描いた「黒冷水」で第40回文藝賞を受賞。17歳での文藝賞受賞は堀田あけみ、綿矢りさと並んで当時3人目で、当時最年少だった。
その後は明治大学に進学し、アナウンサー研究会に入る。2006年、「不思議の国のペニス」を『文藝』に発表。2008年同誌に「走ル」を発表、芥川賞候補作となる。大学卒業後は一般企業に就職するが、1年半で退職し専業作家となる。
2010年、第4作「ミート・ザ・ビート」で第142回芥川賞候補。2012年、『「ワタクシハ」』で第33回野間文芸新人賞候補。2013年、『盗まれた顔』で第16回大藪春彦賞候補。2014年、「メタモルフォシス」で第151回芥川賞候補、同作を表題作とする『メタモルフォシス』で第36回野間文芸新人賞候補。
2015年、「スクラップ・アンド・ビルド」で第153回芥川賞を受賞。お笑い芸人である又吉直樹の「火花」との同時受賞や本人のキャラクターが話題となり、その後はテレビ番組などマスコミへの出演が激増。2017年にはNHK新春スペシャルドラマ『富士ファミリー2017』に出演し、俳優デビューも果たした。
2018年、自身のYouTubeチャンネルを開設。YouTuberとしても活動しており、デビュー作『黒冷水』の朗読動画、他の作家の作品のレビュー動画、オートバイでのツーリング動画など、様々な動画を配信している。
2020年12月21日、女優の中神円（なかがみ えん）との結婚が報じられる。
2025年、「その針がさすのは」で第2回東京中野文学賞大賞受賞。

## 人物
- TBSラジオ『コサキンDEワァオ!』（小堺一機・関根勤）のヘビーリスナーである[9]。『王様のブランチ』内の本のコーナーにおいて、スタジオにいる関根にコサキン本を披露した。以後、何度か同番組内でハガキを読まれている[10]。デビュー作『黒冷水』の冒頭にも「コサカイさん」の名前が登場する。
- 明治大学在学中に、当時TBSで放送されていた「爆笑問題のバク天!」のコーナーに動画を投稿して採用され、5回ほどオンエアされた経験もある。なお、この時期にはすでに作家活動を行っていたが、動画を投稿する際には作家という経歴は出さず「埼玉県、羽田圭介」と名前だけで出していたという[11]。
- 久保田利伸、CHEMISTRY、山下達郎の大ファンである[12]。
- 2004年に大学近くのレコード店で偶然CDを購入して以来、聖飢魔IIの信者（ファン）となり、2015年には芥川賞受賞の連絡を待つ間も、銀座のカラオケボックスで先輩の芥川賞作家・長嶋有と悪魔メイクでカラオケを楽しんでいた[13]。受賞会見では「受賞したら聖飢魔IIの『WINNER!』を歌おうと決めていた。X JAPANやオジー・オズボーンを歌って疲れてきて、ちょうど誰も歌っていないときに電話が鳴りました」と語っている[14]。同年10月19日の30歳の誕生日には聖飢魔IIの地球デビュー30周年記念ツアー東京公演に招待され悪魔メークでデーモン閣下らと対面し、メンバーからケーキで祝福された[13]。

## 作品リスト

### 単行本
- 『黒冷水』（2003年11月 河出書房新社 / 2005年11月 河出文庫）
  - 初出：『文藝』2003年冬季号
- 『不思議の国のペニス』（2006年10月 河出書房新社）
  - 【改題】『不思議の国の男子』（2011年4月 河出文庫）
  - 初出：『文藝』2006年夏季号
- 『走ル』（2008年3月 河出書房新社 / 2010年11月 河出文庫）
  - 初出：『文藝』2008年春季号
- 『ミート・ザ・ビート』（2010年2月 文藝春秋 / 2015年9月 文春文庫）
  - ミート・ザ・ビート - 『文學界』2009年12月号
  - 一丁目一番地 - 書き下ろし
- 『御不浄バトル』（2010年7月 集英社 / 2015年10月 集英社文庫）
  - 御不浄バトル - 『すばる』2010年3月号
  - 荒野のサクセス - 『すばる』2010年5月号「黒くなりゆく」を改題
- 『「ワタクシハ」』（2011年1月 講談社 / 2013年1月 講談社文庫）
- 『隠し事』（2012年1月 河出書房新社 / 2016年2月 河出文庫）
  - 初出：『文藝』2011年冬季号
- 『盗まれた顔』（2012年10月 幻冬舎 / 2014年10月 幻冬舎文庫）
- 『メタモルフォシス』（2014年7月 新潮社 / 2015年11月 新潮文庫）
  - メタモルフォシス - 『新潮』2014年3月号
  - トーキョーの調教 - 『新潮』2013年9月号
- 『スクラップ・アンド・ビルド』（2015年8月 文藝春秋 / 2018年5月 文春文庫）
  - 初出：『文學界』2015年3月号
- 『コンテクスト・オブ・ザ・デッド』（2016年11月 講談社 / 2018年11月 講談社文庫）
- 『成功者K』（2017年3月 河出書房新社 / 2022年4月 河出文庫）
  - 初出：『文藝』2017年春季号
- 『5時過ぎランチ』（2018年4月 実業之日本社 / 2021年10月 実業之日本社文庫）
- 『ポルシェ太郎』（2019年4月 河出書房新社）
  - 初出：『文藝』2018年秋季号、冬季号
- 『羽田圭介、クルマを買う。』（2019年7月 集英社）
  - 『週刊プレイボーイ』で2017年から続く連載の単行本化。自家用車購入のため、数十台もの車の試乗を繰り返すドキュメンタリー・エッセイ。
- 『Phantom』（2021年7月 文藝春秋 / 2024年9月 文春文庫）
  - 初出：『文學界』2021年5月号
- 『滅私』（2021年11月 新潮社 / 2024年7月 新潮文庫）
  - 初出：『新潮』2020年9月号
- 『三十代の初体験』（2021年11月 主婦と生活社）
- 『タブー・トラック』（2024年8月 講談社）
  - 初出：『群像』2023年3月号 - 11月号
- 『バックミラー』（2025年3月 河出書房新社）
  - 12編からなる初の短編集
- 『羽田圭介、家を買う。』（2025年4月 集英社）
  - 初出：『週刊プレイボーイ』2019年46号 - 2021年8号連載「作家・羽田圭介 資産運用で五億円の豪邸を買う。」

### アンソロジー
「」内が羽田圭介の作品 
- 村上春樹への12のオマージュ いまのあなたへ（2014年5月 NHK出版）「みせない」
- 20の短編小説（2016年1月 朝日文庫）「ウエノモノ」（初出：『小説トリッパー』2015年夏季号）
- 1と0と加藤シゲアキ 競作企画「渋谷と○○」（2022年9月 KADOKAWA）「渋谷と彼の地」

### 単行本未収録作品

#### 小説
- 「グリーンゾーン」（『紡』 Vol.7 2013年2月、実業之日本社）
- 「飢える虚像」（『紡』 Vol.9 2013年8月、実業之日本社）
- 「テキサスの風」（『群像』2010年4月号、講談社）
- 「迂回」（『文學界』 2015年8月号、文藝春秋）
- 「厳しさ」（『父の日スペシャル「RÉMY MARTIN XO × 直木賞作家 羽田圭介」コラボレーションスペシャル企画！』2019年5月28日からWebで公開）[15]
- 「その針がさすのは」（『新潮』2025年5月号、新潮社）

#### エッセイ
- 「私のたからもの」（『月刊 J-novel』2011年6月号、実業之日本社）
- 「読み取り強要」（『文學界』2014年8月号、文藝春秋）
- 「AgeX」（『月刊 J-novel』2015年12月号、実業之日本社）
- 「プロムナード」全24話（『日本経済新聞』夕刊、2016年1月 - 6月）[16]
- 「私の東京物語」全10話（『東京新聞』朝刊、2016年3月17日 - 3月30日）[17]
- 「羽田圭介 三十一歳の初体験」（『週刊女性』2017年4月24日 - ）[18]
- 「羽田圭介の首都高ライフ」（フリーペーパー『首都高じゃらん』2019年6月10日 - ）[19]

#### 鼎談
- 「僕らのはじまり」中村航×羽田圭介×朝井リョウ（『紡』Vol.5、2012年4月、実業之日本社）

## 出演

### バラエティ番組
- 『真夜中のニャーゴ』（2015年4月1日 - 2017年3月31日、フジテレビ系ホウドウキョク） - 準レギュラー
- 『タイプライターズ〜物書きの世界〜』（2015年9月26日[注釈 1]・2018年4月7日 - 、フジテレビ・BSフジ） - レギュラー
- 『ローカル路線バス乗り継ぎの旅Z』（2017年3月25日 - 2022年8月20日、テレビ東京） - レギュラー[20]
- 『教えて!ニュースライブ 正義のミカタ』（2017年4月 - 2020年3月28日、朝日放送テレビ） - 週替わりレギュラー[注釈 2]
- 『水バラ』 ローカル路線バス乗り継ぎ対決旅（2021年12月29日、テレビ東京） - 河合郁人チーム
- 『開運!なんでも鑑定団』（2023年1月10日、テレビ東京） - 出張コメンテーター
- 『水バラ』 1歩1円！ウォー金グ対決旅（2023年1月10日・5月17日、テレビ東京） - バス旅Zチーム

### テレビドラマ
- 『富士ファミリー2017』（2017年1月3日、NHK総合） - テッシン 役[8]

### ラジオ
- 『羽田圭介のオールナイトニッポンGOLD』（2015年10月16日、ニッポン放送）
- 『吉田照美 飛べ!サルバドール』（2017年1月5日、文化放送） ※パーソナリティ・吉田照美年始休暇時の代行パーソナリティ
- 『ACTION』（2019年4月4日 - 2020年9月24日、TBSラジオ） ※木曜パーソナリティ[9]

### CM
- Android「声で自由に」編（2015年、Google）

### ミュージカル
- 『スコア!』（2017年8月17日 - 20日、全7公演、三越劇場）[21] - ルート（アルゴの父）役

### コンサート
- K & K concert『オモコン』（2017年12月6日、山野学苑 27階）出演：羽田圭介（ボーカル）、池谷京子（ボーカル）、塩谷翔（ピアノ）

## メディア・ミックス
テレビドラマ
- 『スクラップ・アンド・ビルド』（2016年12月17日、NHK総合、主演：柄本佑）
- 『盗まれた顔 〜ミアタリ捜査班〜』（2019年1月5日 - 2月2日、WOWOW「連続ドラマW」、主演：玉木宏、原作：『盗まれた顔』）

## コラム連載
- 「作家・羽田圭介 資産運用で五億円の豪邸を買う。」（週刊プレイボーイ、集英社）